# Caroline Ellen Furness

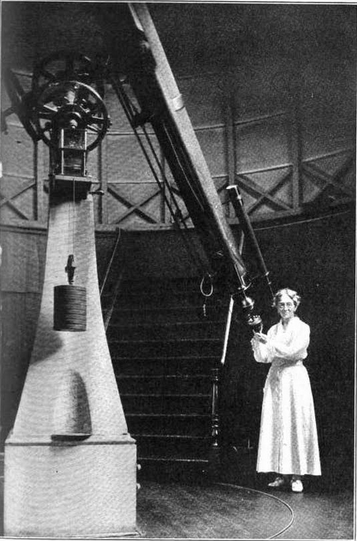
Caroline Ellen Furness (1918)

Caroline Ellen Furness (* 24. Juni 1869 in Cleveland, Ohio; † 9. Februar 1936 in New York, New York) war eine amerikanische Astronomin. 

## Leben
Caroline Ellen Furness war die Tochter des High-School-Lehrers Henry Benjamin Furness und der Caroline Sara Furness geb. Baker. Ihre naturwissenschaftlichen Interessen wurden im Elternhaus gefördert, dennoch konnte sie nur gegen Widerstand des verwitweten Vaters und der Schwester das Astronomie-Studium am Vassar College in Poughkeepsie beginnen. Dort war hauptsächlich Mary Watson Whitney ihre Lehrerin, im ersten Jahr auch noch Maria Mitchell. 1891 schloss sie ihr Studium ab und unterrichtete anschließend an Schulen in Connecticut und Ohio. Daneben besuchte sie mathematische Kurse an der Ohio State University.
Von 1894 bis 1898 assistierte sie Mary Watson Whitney am Vassar College beim Unterricht der inzwischen 160 Studentinnen und bei Beobachtungen am Observatorium des College. Ermutigt durch Whitney begann sie anschließend ein Promotionsstudium an der Columbia University in New York bei Harold Jacoby. Nach erfolgreicher Verteidigung ihrer Dissertation A Catalogue of Stars within One Degree of the North Pole and Optical Distortion of the Helsingfors Astro-photographic Telescope, Deduced from Photographic Measures im Jahr 1900 wurde sie als erste Frau von der Columbia University in Astronomie promoviert.
Sie kehrte zurück ans Vassar College, wo sie 1903 instructor und 1911 associate professor wurde. Nach Whitneys Ruhestand 1913 hatte sie die volle Verantwortung für die Astronomie in Vassar, 1915 wurde sie zum Maria Mitchell Professor of Astronomy und Direktorin des  Vassar College Observatory ernannt. 1908 arbeitete sie ein Semester bei Jacobus C. Kapteyn an der Universität Groningen. In einem Sabbatical reiste sie 1918/1919 um die Welt und besuchte zahlreiche Astronomen und Sternwarten.

## Leistungen
Caroline Furness beschäftigte sich mit Kometen und Asteroiden, insbesondere aber mit veränderlichen Sternen. Sie war freiwillige Beobachterin von Veränderlichen unter Edward Charles Pickering am Harvard College Observatory und war 1911 eines der Gründungsmitglieder der American Association of Variable Star Observers (AAVSO). 1915 veröffentlichte sie das Buch An introduction to the study of variable stars, das rasch zum Standardwerk wurde und Furness zu einer Autorität auf diesem Gebiet machte. Als Professorin am Vassar College bildete sie zahlreiche Astronominnen aus. Sie ermutigte ihre Studentinnen zum Studium veränderlicher Sterne und ermöglichte ihnen unter anderem die Teilnahme an Tagungen der AAVSO. Generell war ihr die Bildung von jungen Frauen ein wichtiges Anliegen.
Furness war in zahlreichen Gremien vertreten. 1922 wurde sie zum Fellow der Royal Astronomical Society ernannt.

## Werke (Monographien)
- An introduction to the study of variable stars. Houghton Mifflin company, Boston und New York 1915
- Manual of practical exercises in astronomy. Edwards brothers, Ann Arbor 1933